# Trepe (stacja kolejowa)
Trepe (ros. Трепе) – stacja kolejowa w miejscowości Trepe, w gminie Krustpils, na Łotwie. Leży na linii Ryga - Dyneburg.
Stacja powstała w XIX w. na trasie Kolei Rysko-Dyneburskiej (przedłużonej później do Witebska).